# كريستوفر إشام
كريستوفر إشام (بالإنجليزية: Christopher Isham)‏ هو فيزيائي بريطاني، ولد في 28 أبريل 1944.